# Salto con gli sci ai XXIV Giochi olimpici invernali - Trampolino lungo maschile
Le gare del Trampolino lungo maschile del salto con gli sci dei XXIV Giochi olimpici invernali di Pechino si sono disputate l'11 e 12 febbraio 2022 presso il National Ski Jumping Centre, situato nella prefettura di Zhangjiakou. La competizione è stata vinta dall'atleta norvegese Marius Lindvik, che preceduto sul podio il giapponese Ryōyū Kobayashi e il tedesco Karl Geiger.

## Risultati

### Qualificazione
| Class | Bib | Nome                  | Paese       | Distanza (m) | Distanza punti | Punti giudici | Totale | Note |
| ----- | --- | --------------------- | ----------- | ------------ | -------------- | ------------- | ------ | ---- |
| 1     | 53  | Marius Lindvik        | Norvegia    | 135.0        | 78.0           | 55.5          | 136.4  | Q    |
| 2     | 54  | Halvor Egner Granerud | Norvegia    | 133.5        | 75.3           | 55.5          | 131.6  | Q    |
| 3     | 40  | Peter Prevc           | Slovenia    | 131.0        | 70.8           | 54.0          | 128.3  | Q    |
| 4     | 50  | Stefan Kraft          | Austria     | 128.5        | 66.3           | 55.0          | 127.6  | Q    |
| 5     | 31  | Danil Sadreev         | ROC         | 136.5        | 80.7           | 51.5          | 127.3  | Q    |
| 6     | 52  | Markus Eisenbichler   | Germania    | 129.0        | 67.2           | 52.5          | 123.3  | Q    |
| 7     | 22  | Antti Aalto           | Finlandia   | 126.5        | 62.7           | 52.5          | 123.0  | Q    |
| 8     | 39  | Kamil Stoch           | Polonia     | 128.0        | 65.4           | 54.5          | 122.5  | Q    |
| 9     | 55  | Ryōyū Kobayashi       | Giappone    | 128.0        | 65.4           | 54.0          | 121.3  | Q    |
| 10    | 48  | Cene Prevc            | Slovenia    | 128.5        | 66.3           | 52.0          | 121.1  | Q    |
| 11    | 41  | Manuel Fettner        | Austria     | 128.0        | 65.4           | 54.0          | 120.5  | Q    |
| 12    | 56  | Karl Geiger           | Germania    | 128.0        | 65.4           | 54.0          | 120.0  | Q    |
| 13    | 32  | Evgenij Klimov        | ROC         | 130.0        | 69.0           | 54.0          | 119.5  | Q    |
| 14    | 49  | Daniel Huber          | Austria     | 126.0        | 61.8           | 52.5          | 117.7  | Q    |
| 15    | 51  | Jan Hörl              | Austria     | 127.0        | 63.6           | 52.5          | 117.0  | Q    |
| 16    | 27  | Roman Trofimov        | ROC         | 123.5        | 57.3           | 52.0          | 116.0  | Q    |
| 17    | 46  | Robert Johansson      | Norvegia    | 127.5        | 64.5           | 53.5          | 115.9  | Q    |
| 18    | 23  | Mackenzie Boyd-Clowes | Canada      | 122.0        | 54.6           | 51.0          | 115.8  | Q    |
| 19    | 43  | Lovro Kos             | Slovenia    | 125.0        | 60.0           | 51.5          | 114.9  | Q    |
| 19    | 42  | Constantin Schmid     | Germania    | 127.0        | 63.6           | 52.5          | 114.9  | Q    |
| 21    | 20  | Michail Nazarov       | ROC         | 124.5        | 59.1           | 51.0          | 112.6  | Q    |
| 22    | 30  | Dawid Kubacki         | Polonia     | 125.5        | 60.9           | 52.5          | 112.5  | Q    |
| 23    | 44  | Yukiya Satō           | Giappone    | 126.0        | 61.8           | 51.5          | 111.7  | Q    |
| 24    | 29  | Simon Ammann          | Svizzera    | 121.5        | 53.7           | 50.5          | 109.9  | Q    |
| 25    | 5   | Čestmír Kožíšek       | Rep. Ceca   | 126.0        | 61.8           | 52.5          | 107.8  | Q    |
| 26    | 37  | Naoki Nakamura        | Giappone    | 122.0        | 54.6           | 51.5          | 107.1  | Q    |
| 27    | 38  | Piotr Żyła            | Polonia     | 120.0        | 51.0           | 51.0          | 106.3  | Q    |
| 28    | 34  | Daniel-André Tande    | Norvegia    | 120.5        | 51.9           | 51.0          | 105.1  | Q    |
| 29    | 36  | Gregor Deschwanden    | Svizzera    | 119.0        | 49.2           | 51.0          | 104.8  | Q    |
| 30    | 35  | Pius Paschke          | Germania    | 119.0        | 49.2           | 49.5          | 102.9  | Q    |
| 31    | 24  | Artti Aigro           | Estonia     | 117.0        | 45.6           | 49.5          | 102.0  | Q    |
| 32    | 33  | Junshirō Kobayashi    | Giappone    | 121.5        | 53.7           | 51.0          | 101.4  | Q    |
| 33    | 45  | Timi Zajc             | Slovenia    | 120.0        | 51.0           | 48.0          | 101.1  | Q    |
| 34    | 26  | Dominik Peter         | Svizzera    | 115.0        | 42.0           | 50.0          | 98.4   | Q    |
| 35    | 19  | Giovanni Bresadola    | Italia      | 117.5        | 46.5           | 49.5          | 97.0   | Q    |
| 36    | 25  | Paweł Wąsek           | Polonia     | 117.5        | 46.5           | 48.0          | 96.5   | Q    |
| 37    | 28  | Vladimir Zografski    | Bulgaria    | 117.0        | 45.6           | 50.0          | 95.6   | Q    |
| 38    | 21  | Decker Dean           | Stati Uniti | 112.0        | 36.6           | 48.0          | 94.9   | Q    |
| 39    | 47  | Killian Peier         | Svizzera    | 113.5        | 39.3           | 49.5          | 94.8   | Q    |
| 40    | 17  | Fatih Arda İpcioğlu   | Turchia     | 116.0        | 43.8           | 46.0          | 94.6   | Q    |
| 41    | 8   | Kevin Maltsev         | Estonia     | 113.0        | 38.4           | 49.0          | 94.3   | Q    |
| 42    | 12  | Vitalij Kaliničenko   | Ucraina     | 118.0        | 47.4           | 49.5          | 94.2   | Q    |
| 43    | 11  | Casey Larson          | Stati Uniti | 116.5        | 44.7           | 49.0          | 89.2   | Q    |
| 44    | 4   | Daniel Andrei Cacina  | Romania     | 114.0        | 40.2           | 49.0          | 88.8   | Q    |
| 45    | 14  | Kevin Bickner         | Stati Uniti | 110.5        | 33.9           | 48.0          | 84.3   | Q    |
| 45    | 10  | Filip Sakala          | Rep. Ceca   | 110.5        | 33.9           | 47.5          | 84.3   | Q    |
| 47    | 9   | Matthew Soukup        | Canada      | 108.5        | 30.3           | 48.0          | 82.0   | Q    |
| 48    | 18  | Roman Koudelka        | Rep. Ceca   | 109.0        | 31.2           | 48.5          | 79.5   | Q    |
| 49    | 15  | Jevhen Marusjak       | Ucraina     | 104.0        | 22.2           | 47.5          | 76.0   | Q    |
| 50    | 3   | Radek Rýdl            | Rep. Ceca   | 105.0        | 24.0           | 47.5          | 74.5   | Q    |
| 51    | 1   | Danil Vasil'ev        | Kazakistan  | 98.5         | 12.3           | 46.5          | 69.4   |      |
| 52    | 6   | Andrei Feldorean      | Romania     | 104.5        | 23.1           | 48.0          | 69.0   |      |
| 53    | 13  | Patrick Gasienica     | Stati Uniti | 101.5        | 17.7           | 47.5          | 63.6   |      |
| 54    | 7   | Sergey Tkachenko      | Kazakistan  | 103.0        | 20.4           | 42.5          | 60.7   |      |
| 55    | 16  | Song Qiwu             | Cina        | 94.5         | 5.1            | 46.0          | 50.7   |      |
| 56    | 2   | Anton Korčuk          | Ucraina     | 82.5         | -16.5          | 41.0          | 25.4   |      |

### Finale
| Class   | Bib | Nome                  | Paese       | Round 1      | Round 1 | Round 1 | Round finale    | Round finale    | Round finale    | Totale          |
| Class   | Bib | Nome                  | Paese       | Distanza (m) | Punti   | Class   | Distanza (m)    | Punti           | Class           | Punti           |
| ------- | --- | --------------------- | ----------- | ------------ | ------- | ------- | --------------- | --------------- | --------------- | --------------- |
| Oro     | 47  | Marius Lindvik        | Norvegia    | 140.5        | 144.8   | 2       | 140.0           | 151.3           | 1               | 296.1           |
| Argento | 49  | Ryōyū Kobayashi       | Giappone    | 142.0        | 147.0   | 1       | 138.0           | 145.8           | 2               | 292.8           |
| Bronzo  | 50  | Karl Geiger           | Germania    | 138.0        | 136.7   | 6       | 138.0           | 144.6           | 3               | 281.3           |
| 4       | 33  | Kamil Stoch           | Polonia     | 137.5        | 140.3   | 4       | 133.5           | 136.9           | 8               | 277.2           |
| 5       | 46  | Markus Eisenbichler   | Germania    | 137.5        | 135.2   | 8       | 139.5           | 140.5           | 4               | 275.7           |
| 6       | 39  | Timi Zajc             | Slovenia    | 138.5        | 140.7   | 3       | 130.5           | 132.5           | 14              | 273.2           |
| 7       | 35  | Manuel Fettner        | Austria     | 138.5        | 138.0   | 5       | 134.0           | 134.7           | 12              | 272.7           |
| 8       | 48  | Halvor Egner Granerud | Norvegia    | 135.0        | 132.4   | 9       | 135.5           | 139.0           | 5               | 271.4           |
| 9       | 45  | Jan Hörl              | Austria     | 136.0        | 135.6   | 7       | 137.0           | 135.3           | 11              | 270.9           |
| 10      | 34  | Peter Prevc           | Slovenia    | 137.0        | 131.3   | 12      | 137.0           | 137.4           | 7               | 268.7           |
| 11      | 37  | Lovro Kos             | Slovenia    | 135.0        | 130.7   | 13      | 136.5           | 137.7           | 6               | 268.4           |
| 12      | 42  | Cene Prevc            | Slovenia    | 135.0        | 131.6   | 10      | 137.0           | 136.5           | 9               | 268.1           |
| 13      | 44  | Stefan Kraft          | Austria     | 131.5        | 127.9   | 19      | 136.5           | 136.2           | 10              | 264.1           |
| 14      | 36  | Constantin Schmid     | Germania    | 134.0        | 131.4   | 11      | 134.0           | 132.5           | 14              | 263.9           |
| 15      | 38  | Yukiya Satō           | Giappone    | 133.0        | 128.4   | 18      | 134.5           | 132.2           | 17              | 260.6           |
| 16      | 25  | Danil Sadreev         | ROC         | 134.0        | 130.2   | 14      | 133.5           | 129.5           | 19              | 259.7           |
| 17      | 16  | Antti Aalto           | Finlandia   | 131.0        | 124.3   | 24      | 134.0           | 132.9           | 13              | 257.2           |
| 18      | 32  | Piotr Żyła            | Polonia     | 134.0        | 129.7   | 15      | 131.0           | 125.8           | 25              | 255.5           |
| 19      | 26  | Evgenij Klimov        | ROC         | 133.0        | 126.8   | 22      | 132.5           | 128.7           | 21              | 255.5           |
| 20      | 43  | Daniel Huber          | Austria     | 133.0        | 127.4   | 21      | 132.5           | 127.7           | 22              | 255.1           |
| 21      | 19  | Paweł Wąsek           | Polonia     | 129.0        | 121.9   | 28      | 134.5           | 132.4           | 16              | 254.3           |
| 22      | 30  | Gregor Deschwanden    | Svizzera    | 132.0        | 127.8   | 20      | 131.5           | 126.4           | 24              | 254.2           |
| 23      | 21  | Roman Trofimov        | ROC         | 133.0        | 128.8   | 16      | 130.5           | 125.1           | 26              | 253.9           |
| 24      | 27  | Junshirō Kobayashi    | Giappone    | 130.0        | 120.4   | 30      | 134.0           | 131.6           | 18              | 252.0           |
| 25      | 23  | Simon Ammann          | Svizzera    | 131.5        | 122.4   | 27      | 132.5           | 129.0           | 20              | 251.4           |
| 26      | 24  | Dawid Kubacki         | Polonia     | 131.0        | 123.7   | 25      | 131.5           | 127.5           | 23              | 251.2           |
| 27      | 41  | Killian Peier         | Svizzera    | 130.0        | 123.5   | 26      | 129.0           | 122.0           | 27              | 245.5           |
| 28      | 29  | Pius Paschke          | Germania    | 131.0        | 126.7   | 23      | 127.0           | 116.8           | 29              | 243.5           |
| 29      | 31  | Naoki Nakamura        | Giappone    | 134.0        | 128.6   | 17      | 124.0           | 112.3           | 30              | 240.9           |
| 30      | 18  | Artti Aigro           | Estonia     | 130.0        | 121.4   | 29      | 127.5           | 117.9           | 28              | 239.3           |
| 31      | 28  | Daniel-André Tande    | Norvegia    | 128.0        | 120.2   | 31      | Non qualificati | Non qualificati | Non qualificati | Non qualificati |
| 32      | 40  | Robert Johansson      | Norvegia    | 128.5        | 119.3   | 32      | Non qualificati | Non qualificati | Non qualificati | Non qualificati |
| 33      | 17  | Mackenzie Boyd-Clowes | Canada      | 128.5        | 119.2   | 33      | Non qualificati | Non qualificati | Non qualificati | Non qualificati |
| 34      | 14  | Michail Nazarov       | ROC         | 127.5        | 118.4   | 34      | Non qualificati | Non qualificati | Non qualificati | Non qualificati |
| 35      | 13  | Giovanni Bresadola    | Italia      | 127.0        | 114.6   | 35      | Non qualificati | Non qualificati | Non qualificati | Non qualificati |
| 36      | 20  | Dominik Peter         | Svizzera    | 126.0        | 114.3   | 36      | Non qualificati | Non qualificati | Non qualificati | Non qualificati |
| 37      | 4   | Kevin Maltsev         | Estonia     | 126.5        | 113.6   | 37      | Non qualificati | Non qualificati | Non qualificati | Non qualificati |
| 38      | 22  | Vladimir Zografski    | Bulgaria    | 125.0        | 112.5   | 38      | Non qualificati | Non qualificati | Non qualificati | Non qualificati |
| 39      | 9   | Kevin Bickner         | Stati Uniti | 125.0        | 110.0   | 39      | Non qualificati | Non qualificati | Non qualificati | Non qualificati |
| 40      | 11  | Fatih Arda İpcioğlu   | Turchia     | 124.0        | 109.5   | 40      | Non qualificati | Non qualificati | Non qualificati | Non qualificati |
| 41      | 12  | Roman Koudelka        | Rep. Ceca   | 124.0        | 108.7   | 41      | Non qualificati | Non qualificati | Non qualificati | Non qualificati |
| 42      | 3   | Čestmír Kožíšek       | Rep. Ceca   | 122.5        | 108.1   | 42      | Non qualificati | Non qualificati | Non qualificati | Non qualificati |
| 43      | 7   | Casey Larson          | Stati Uniti | 123.0        | 107.5   | 43      | Non qualificati | Non qualificati | Non qualificati | Non qualificati |
| 44      | 8   | Vitalij Kaliničenko   | Ucraina     | 122.5        | 106.0   | 44      | Non qualificati | Non qualificati | Non qualificati | Non qualificati |
| 45      | 15  | Decker Dean           | Stati Uniti | 120.0        | 100.9   | 45      | Non qualificati | Non qualificati | Non qualificati | Non qualificati |
| 46      | 2   | Daniel Andrei Cacina  | Romania     | 119.0        | 97.8    | 46      | Non qualificati | Non qualificati | Non qualificati | Non qualificati |
| 47      | 1   | Radek Rýdl            | Rep. Ceca   | 118.5        | 96.7    | 47      | Non qualificati | Non qualificati | Non qualificati | Non qualificati |
| 48      | 6   | Filip Sakala          | Rep. Ceca   | 116.0        | 93.1    | 48      | Non qualificati | Non qualificati | Non qualificati | Non qualificati |
| 49      | 5   | Matthew Soukup        | Canada      | 115.0        | 90.8    | 49      | Non qualificati | Non qualificati | Non qualificati | Non qualificati |
| 50      | 10  | Jevhen Marusjak       | Ucraina     | 111.0        | 81.6    | 50      | Non qualificati | Non qualificati | Non qualificati | Non qualificati |